# Центральный район (Хабаровск)

Центральный район Хабаровска (также показаны прилежащие территории Кировского, Железнодорожного и Индустриального районов)

Центральный район — один из пяти внутригородских районов Хабаровска.
Административный, культурный, научный, торговый центр города.

## География
Расположен район в центральной части города.
Площадь территории в городской черте (на правобережье) — 9 км², с подчинёнными территориями левобережья и водного зеркала Амура — 53 км².
Границы:
- северная (с Кировским районом) по Амурскому бульвару;
- южная (с Индустриальным районом) по улице Гамарника и Лейтенанта Орлова;
- западная (граница города с ЕАО) по протоке Пемзенской реки Амур
- восточная (с Железнодорожным районом) по улицам Некрасова, Карла Маркса и далее вдоль ж/д линии по ул. Сеченова.

## История
Создан Постановлением Президиума Далькрайисполкома от 3 ноября 1937 года, что было закреплено Постановлением Президиума ВЦИК от 24 июня 1938 года «Об образовании Центрального района г. Хабаровска».
Ряд улиц переименован в советское время, например, улица Ленинградская до 26 декабря 1938 года называлась Николаевской.

## Население
| 1959    | 1970     | 1979     | 1989     | 2002    | 2009    | 2010    |
| ------- | -------- | -------- | -------- | ------- | ------- | ------- |
| 72 838  | ↗83 932  | ↗88 864  | ↗102 872 | ↘83 855 | ↘83 295 | ↗84 420 |
| 2011    | 2012     | 2013     | 2014     | 2015    | 2016    | 2017    |
| ↗84 465 | ↗88 034  | ↗88 784  | ↗91 547  | ↗92 642 | ↗93 788 | ↗96 155 |
| 2018    | 2019     | 2020     | 2021     | 2024    |         |         |
| ↗98 305 | ↗100 123 | ↗100 900 | ↘92 856  | ↘92 657 |         |         |

## Объекты
- Основные улицы:

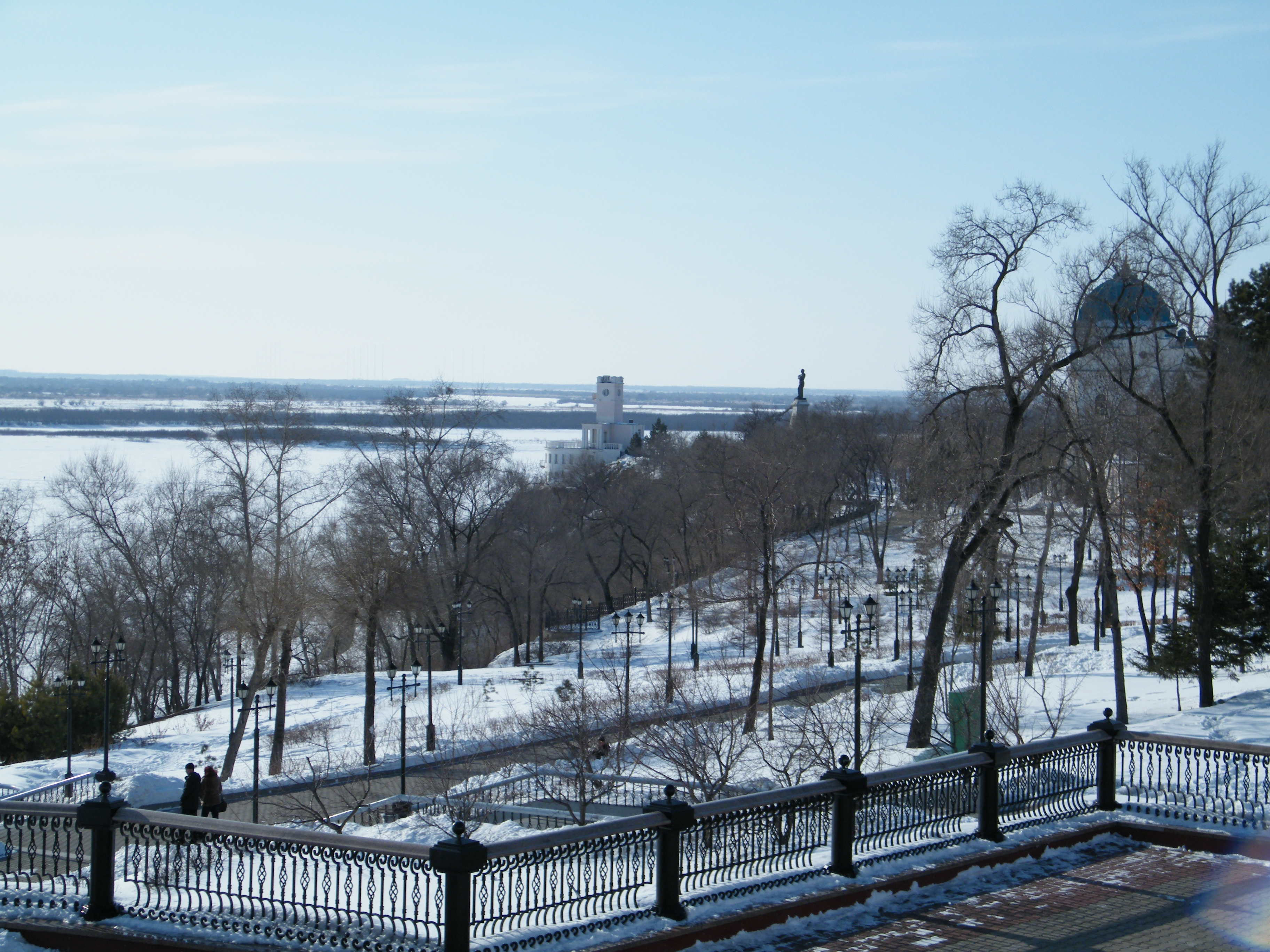
Центральный парк культуры и отдыха.
Хабаровский утёс и памятник Муравьёву-Амурскому.

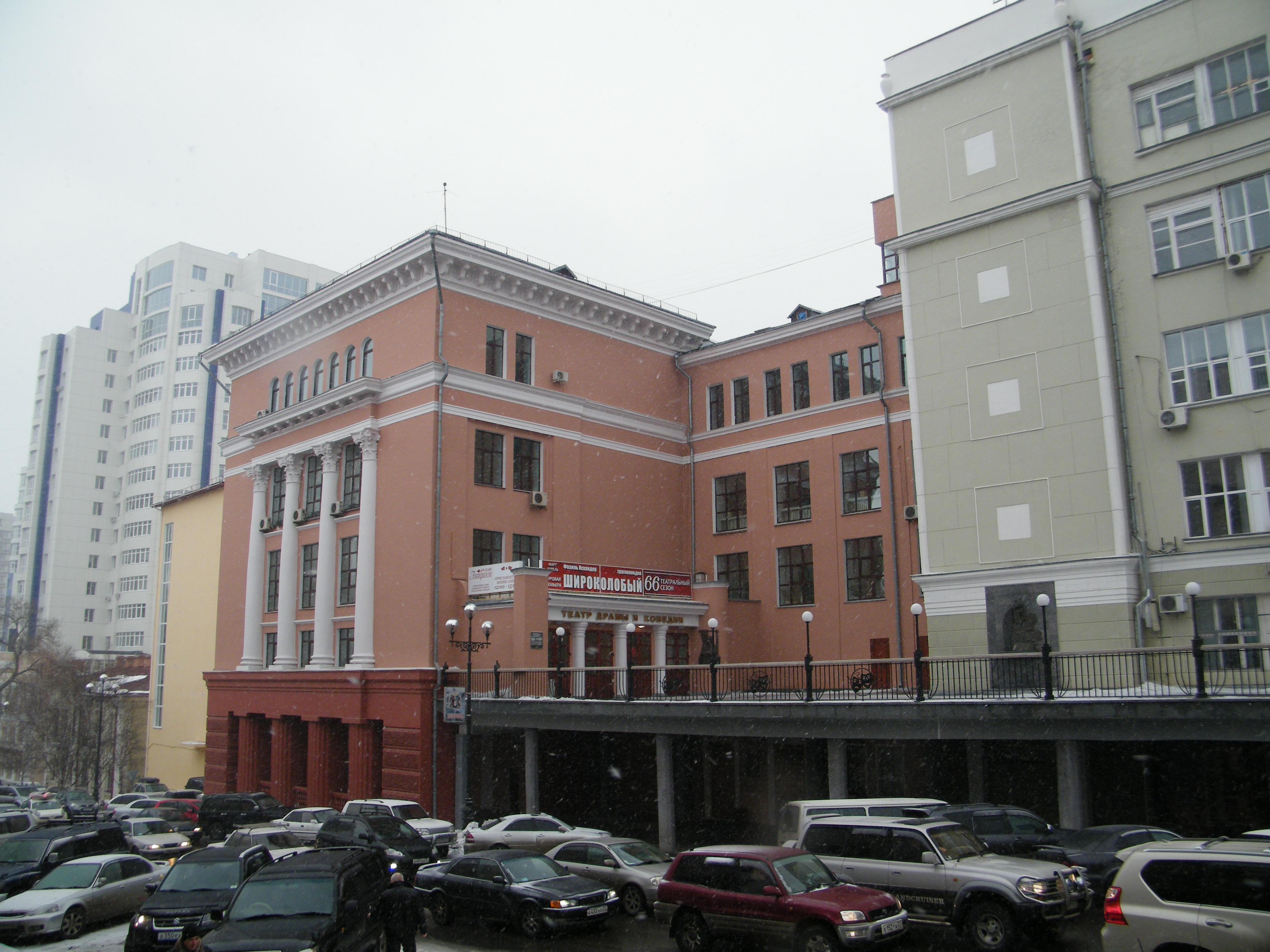
Хабаровский краевой театр драмы и комедии
бывший клуб НКВД

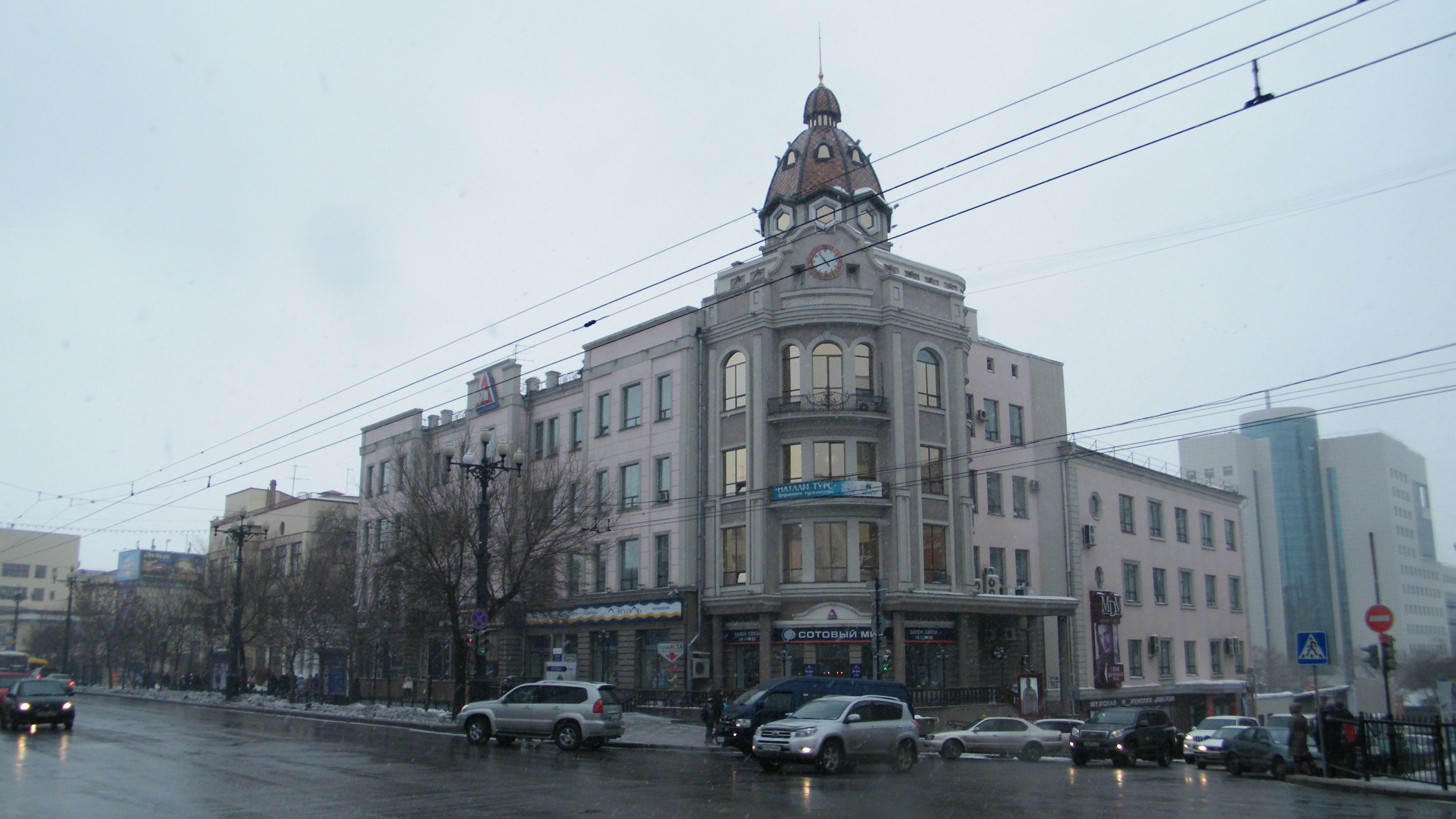
Здание ЦУМа, ул. Муравьёва-Амурского 23
бывший доходный дом А. К. Архипова (1914)

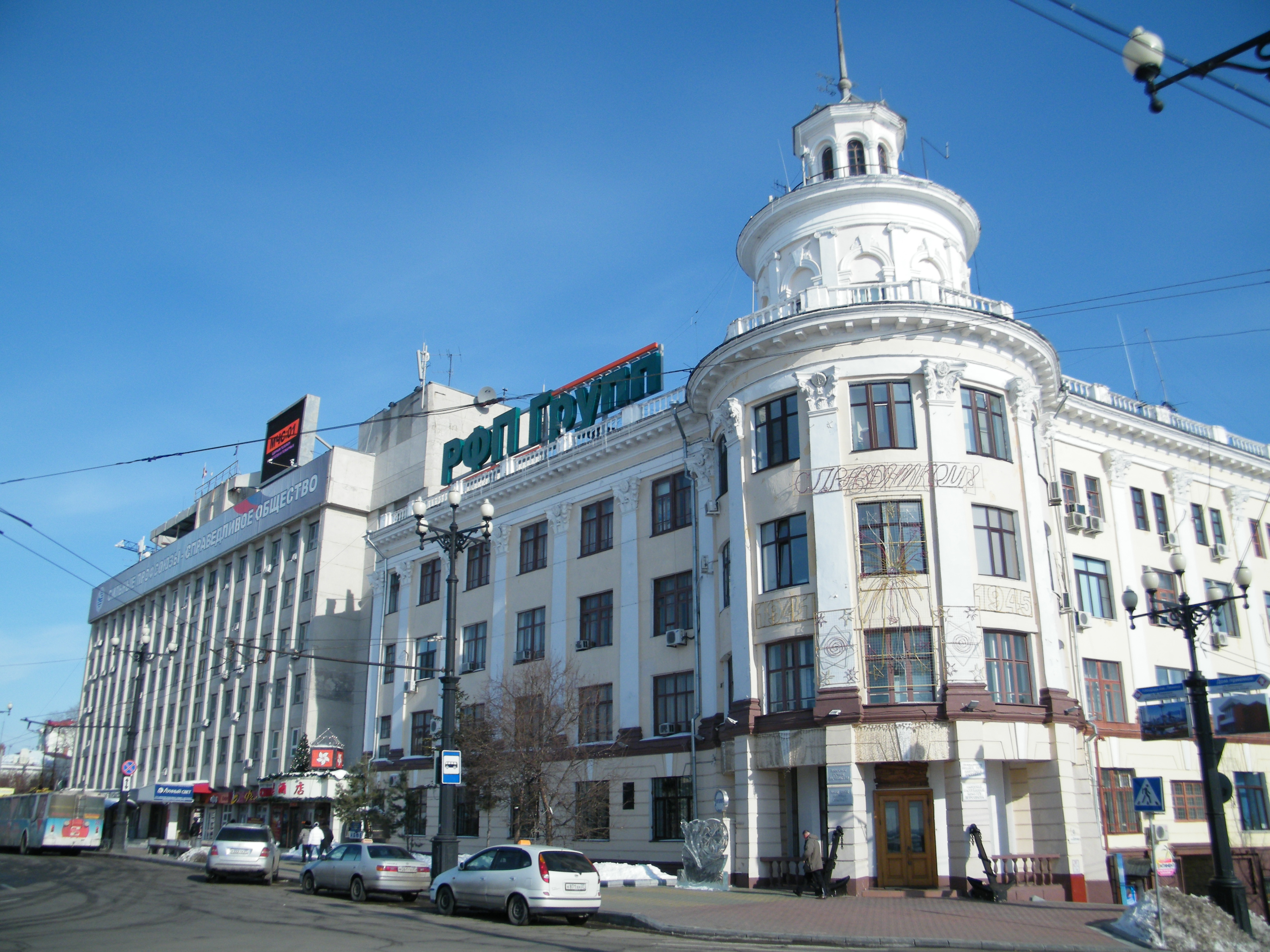
Амурское речное пароходство

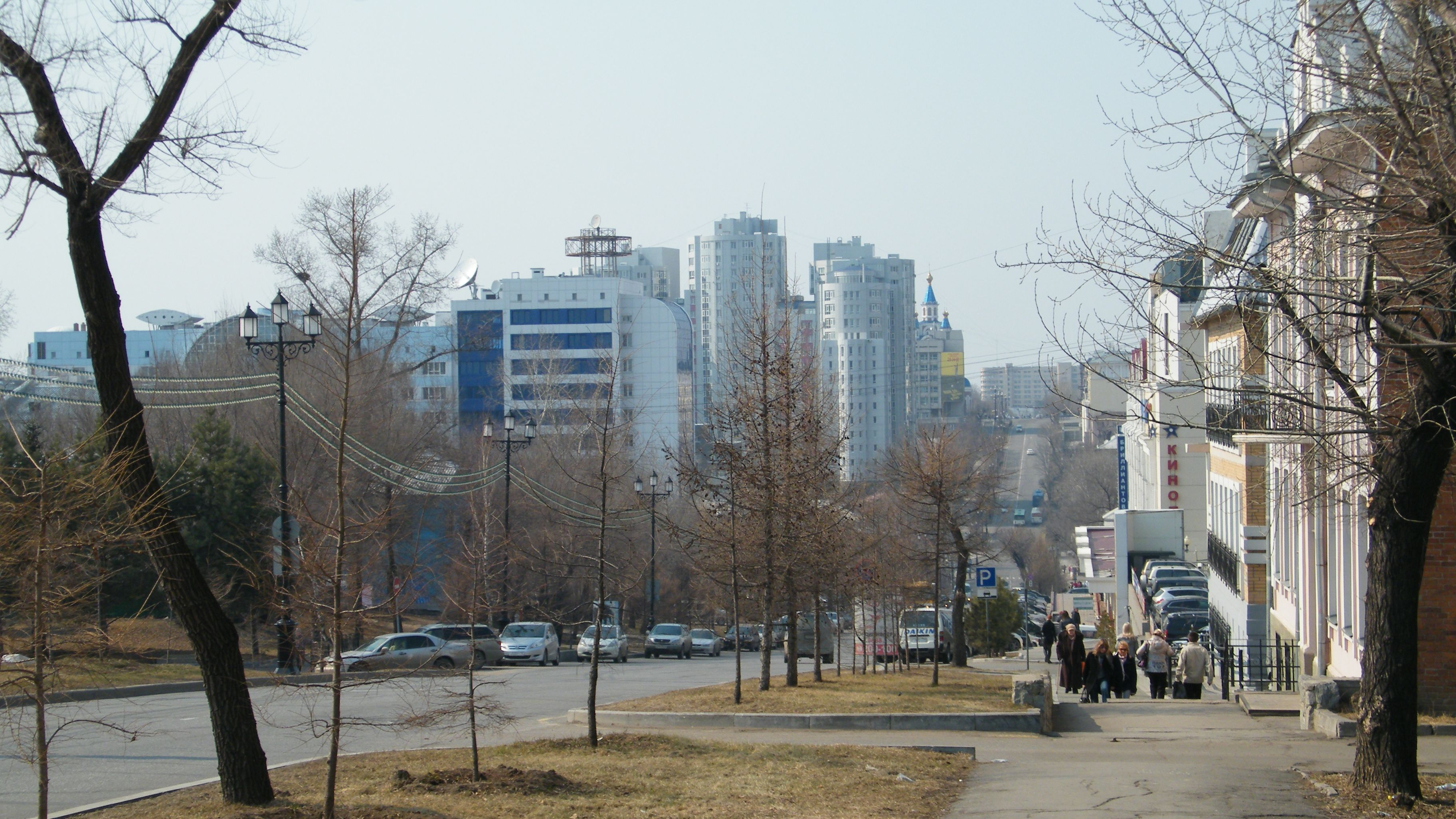
Улица Тургенева

  - Муравьёва-Амурского, Ленина, Амурский бульвар, Уссурийский бульвар, Волочаевская, Ленинградская, Тургенева, Калинина, Дзержинского, Пушкина.
- Площади:
  - площадь Ленина, площадь Славы, площадь Блюхера, Комсомольская и Соборная.

В Центральном районе города Хабаровска находится около 1800 домов, в том числе около 400 домов частного сектора;
- учреждения временного пребывания: 12 гостиниц, 5 больниц;
- речной вокзал;
- Амурское речное пароходство;
- Завод Дальэнергомаш;
- учреждения социального обслуживания: два детских дома и Краевой дом ветеранов;
- центральный рынок;
- Дальневосточная государственная научная библиотека;
- семь ВУЗов (ДВГМУ, ДВГГУ, ДВАГС, ДВИМО, ХИИК ГОУ ВПО «СибГУТИ», СПб ИВЭСЭиП (Хабаровский филиал), Российский университет кооперации (Дальневосточный филиал);
- шесть театров:
  - Хабаровский краевой театр драмы и комедии
  - Хабаровский краевой театр кукол
  - Хабаровский краевой музыкальный театр
  - Хабаровский краевой театр юного зрителя
  - Театр пантомимы «Триада»
  - Белый театр
- Хабаровская краевая филармония
- Хабаровский краевой музей имени Н. И. Гродекова
- Военно-исторический музей Восточного (Дальневосточного) военного округа
- Хабаровское (Приамурское) краевое отделение РГО
- Спасо-Преображенский собор
- Хабаровская духовная семинария
- Успенский собор
- редакция газеты «Приамурские ведомости»
- редакция журнала «Дальний Восток»

## Транспорт
Автобус, трамвай, троллейбус.

## Животный мир
В Центральном районе в среднем плотность гнёзд сороки составила: — 7 гнёзд на 1 км². Сорока интенсивно занимала все подходящие места в городе, вытесняя при этом другие виды птиц.